# Särkijärvi (sjö i Leppävirta, Norra Savolax)
Särkijärvi är en sjö i kommunen Leppävirta i landskapet Norra Savolax i Finland. Sjön ligger 94,8 meter över havet. Den är 24 meter djup. Arean är 5,35 kvadratkilometer och strandlinjen är 54,28 kilometer lång. Sjön  ingår i Vuoksens huvudavrinningsområde.   Den ligger omkring 38 kilometer söder om Kuopio och omkring 300 kilometer nordöst om Helsingfors. 
I sjön finns öarna Ihannesaari, Kalliosaari, Kaplassaari, Säyneinen, Sääskisaaret, Vuohisaari, Akonsaari, Ollinsaari, Pönkäsaari, Ritosaari, Litmasaari, Jängänluodot, Onkisaaret, Jängänsaari, Kuikkasaari och Pohjukansaari. 